# Графство Алансон

Герб графов Алансонских из Дома де Беллем

## История графства

### Сеньория Алансон
Сеньория Алансон была расположена на юге герцогства Нормандия, около границы с графством Мэн. В XI веке была присоединена к владениям дома де Беллем. Преобразована в графство во второй половине XII столетия, когда граф Гийом де Понтье разделил свои владения между своими сыновьями. Его старший сын Жан получил нормандские земли, включая сеньорию Алансон, которая была включена в его домен благодаря прабабке по отцовской линии. Он сохранил графское достоинство своего отца и применил его к сеньории Алансон благодаря уступкам его сюзерена Генриха II, короля Англии, хотя никаких документов, формально подтверждающих преобразование сеньории в графство нет.

### Графство и герцогство Алансон
Герцоги Алансонские были ветвью королевского дома Валуа и происходили от графа Карла II Алансонского, младшего брата короля Филиппа VI, получившего в 1322 году от своего отца Карла, графа Валуа, в лен графство Алансон и погибшего в 1346 году в сражении при Креси.
Карл II был сделан пэром Франции, но герцогское достоинство графы Алансонские получили в 1414 году при его внуке Иоанне IV (1385—1415), нашедшем смерть в битве при Азенкуре.
Сын его и преемник, Иоанн V, родившийся в 1409 году, был лишён своих владений английским королём в 1417 году. Он отличился в войнах против англичан и после изгнания их снова возвратил себе своё герцогство. Два раза он был осуждён на смерть вследствие участия в заговорах против Карла VII и Людовика XI в пользу Англии, но оба раза был помилован и умер в 1476 году.
Сын Иоанна V, Рене, возбудил против себя подозрительность Людовика XI, который запер его на три месяца в железной клетке. Только после смерти Людовика XI Карл VIII снова возвратил ему свободу, титул и владения. Рене умер 1 ноября 1492 года.
Его сын, коннетабль Франции герцог Карл IV, родился в 1489 году в Алансоне, был женат на Маргарите Валуа, сестре короля Франциска I. В сражении при Павии он командовал левым крылом и вместо того, чтобы в решительную минуту поддержать короля, обратился со своими войсками в бегство, так что его вине приписывают несчастный исход сражения и пленение короля. Он умер 11 апреля 1525 года в Лионе, и с ним угас старый дом Алансонов. Владения герцога были присоединены к королевскому домену. Супруга герцога Маргарита до её смерти (1549) титуловалась герцогиней. Право на титул и земли безуспешно оспаривались сёстрами Карла в Парижском Парламенте, который в итоге признал Алансонское герцогство и графство Перш апанажем и таким образом подлежащем возвращению в состав королевского домена.

### Титул французского королевского дома
В 1559—66 гг. герцогиней Алансон считалась Екатерина Медичи.
Затем Карл IX пожаловал герцогство своему младшему брату Франциску, после смерти которого оно было присоединено к королевскому домену. Впоследствии герцогство не раз давалось в апанаж младшим сыновьям Французского королевского дома.

## Список сеньоров, графов и герцогов Алансонских

### Сеньоры Алансонские

#### Дом де Беллем
Первый дом сеньоров Алансонских происходил от сеньоров Беллема:
- Гийом I (ум. 1031), сеньор Алансонский.
- Гийом II Талвас (ум 1050/1054), сеньор Алансонский.
- Мабель (ум.1079), дама Алансонская.

#### Дом Монтгомери
- Роже II де Монтгомери (ум. 1094), сеньор Алансонский.

- Робер I (1052/1056-1131), сеньор Алансонский.
- Гийом III Талвас (ум. 1171), сын Робера II де Беллем и де Понтье, сеньор де Беллем (до 1113), граф де Понтье, сеньор Алансонский, граф дю Перш и др.

### Графы Алансонские

#### Дом Монтгомери
- Жан I (ум.1191), граф Алансонский.
- Жан II (ум.1191), граф Алансонский.
- Робер I (ум. около 1217), граф Алансонский.
- Жан III (ум.1212), граф Алансонский.

#### Династия Капетингов
- Пьер I (1251—1284), 5-й сын короля Людовика Святого, получил в апанаж графство Алансонское с прибавлением к нему части графства дю Перш.

#### Династия Валуа
- Карл I Валуа (1270—1325), брат короля Филиппа Красивого, владел графством Алансон на правах апанажа

При нём в состав графства были включены сеньории Мулен-ла-Марш, Бонмулен, Сент-Сколас-сюр-Сарт, Домфрон, Аржентан, Эксм
- Людовик I (1309—1328), граф Алансонский.
- Карл II Великодушный (1297—1346), граф Алансонский, погиб 26 августа 1346 в битве при Креси.
- Карл III (1337-1375), граф Алансонский с 1346, в 1361 году отрекся от власти и стал монахом-доминиканцем
- Филипп I (1339—1397), граф Алансонский с 1361, в 1367 году отрекся от власти.
- Пьер II Добрый (ум. 1404), граф Алансонский с 1367
- Жан IV Мудрый (1385—1415), граф с 1404, затем герцог с 1415 (см. ниже)

### Герцоги Алансонские

#### Династия Валуа
- Жан IV Мудрый (1385—1415), граф с 1404, затем с 1415 герцог Алансонский, погиб 25 октября 1415 в битве при Азенкуре
- Жан V Добрый (1409—1476), герцог Алансонский с 1415
- Рене I (1454—1492), герцог Алансонский с 1476
- Карл IV (1489—1524), герцог Алансонский с 1492
- Маргарита I (1492—1549), герцогиня Алансонская с 1525
- Франсуа I (1555—1584), герцог Алансонский с 1566

#### Династия Бурбонов
- Гастон Орлеанский (1608—1660), герцог Алансонский с 1646 (больше известен по титулу герцога Орлеанского)
- Елизавета Орлеанская (1646—1696), герцогиня Алансонская с 1667, дочь предыдущего
- Людовик II Жозеф (1650—1671), герцог Алансонский с 1667, муж предыдущей.
- Франциск II Жозеф (1670—1675), герцог Алансонский с 1670, сын предыдущего
- Карл V Беррийский (1686—1714), герцог Алансонский с 1710 (больше известен по титулу герцога Беррийского, которое не было апанажем)
- Карл VI Беррийский (ум. 1713), сын предыдущего, герцог Алансонский с 1713 (он носил титул герцога Алансонского, хотя герцогство было в апанажном владении у его отца), умер в 1713 году в возрасте трёх недель
- Людовик III (1755—1824), герцог Алансонский с 1774 (больше известен как граф Прованский), во время Французской революции апанаж был ликвидирован

#### Титулярный герцог приИюльской монархии
- Фердинанд Орлеанский (ум. 1910), герцог Алансонский в 1844